# بنفشه بی‌روح
 بنفشه بی‌روح(نام علمی: Viola hederacea) نام یک گونه از سرده بنفشه است.